# Ridderorden in Japan
In Japan bestonden voor het gedwongen einde van de zelfgekozen isolatie geen ridderorden. De Meiji-keizer nam met de Europese technologieën, kleding en bestuursmethoden ook de ridderorden over. De eerste werd in 1875 ingesteld en heette Orde van de Rijzende Zon. De keizer stichtte in de daaropvolgende jaren meerdere orden.

De structuur en vorm van de onderscheidingen onderscheidt zich van Europa door het veelvoudig gebruik van bloemen en het ontbreken van een kroon. De kroon op het kleinood van de Orde van de Kroon is op de keper beschouwd een hoed en geen deel van de regalia. De regalia van Japan zijn, voor zover de term van toepassing is, de "heilige schatten" die van keizer op keizer worden doorgegeven in een doos die nooit wordt geopend. Naar verluidt zijn deze oeroude schatten een spiegel en een kam.

Na de capitulatie in 1945 schafte de Amerikaanse militaire gouverneur-generaal Douglas MacArthur de militaire Orde van de Gouden Wouw af. De andere orden bleven bestaan.

In 1993 werden de Japanse orden voor dames opgesteld. Vóór die tijd werden zij uitsluitend in de kroonorde, een damesorde, opgenomen.